# Miracolo del Cile
Miracolo del Cile è stato un termine utilizzato dal noto premio Nobel per l'economia il liberista Milton Friedman per descrivere l'andamento dell'economia del Cile di Pinochet, orientata sul libero mercato e sul laissez-faire, negli anni ottanta e novanta, e asserirne i benefici dell'economia liberale. 
Secondo Friedman "l'economia cilena ha fatto molto, ma è ancora più importante che alla fine il governo centrale, la giunta militare, sia stata sostituita da una società democratica. Quindi la cosa veramente importante nell'economia cilena è che il libero mercato ha svolto il suo compito nel portare ad una società libera".
I giovani economisti neoliberisti della Scuola di Chicago, chiamati Chicago Boys, furono assunti a metà degli anni settanta nell'amministrazione del ministero dell'economia del Cile, presieduto dal tecnico José Piñera.
Le politiche del ministero di Piñera si caratterizzarono per il processo di privatizzazione e liberalizzazione dell'economia del paese, dopo le riforme collettiviste del governo socialista di Salvador Allende.
Fu varata inoltre un'importante riforma del sistema pensionistico, basata sulla liberalizzazione e privatizzazione del monopolio pubblico della previdenza pensionistica. Tale sistema pensionistico è stato recentemente recepito da altri paesi, anche europei.
Altri economisti (per esempio Amartya Sen) hanno invece affermato che l'esperienza del Cile in tale periodo abbia piuttosto dimostrato il fallimento del liberismo friedmaniano, sostenendo che fu scarsa la crescita economica tra il 1975 e il 1983 (durante l'esperimento monetarista), che una certa crescita ci fu solo in seguito a riforme successive, e che gli indicatori sociali mostravano risultati deludenti. Inoltre, la dittatura militare attuò la riconversione del sistema economico tramite l'oppressione dei diritti civili.

## Andamento del PIL reale nel periodo 1973-1990
| Anno | +/- % PIL | Anno | +/- % PIL |
| ---- | --------- | ---- | --------- |
| 1973 | -5,03     | 1982 | -11,01    |
| 1974 | +2,38     | 1983 | -5,02     |
| 1975 | -12,91    | 1984 | +4,10     |
| 1976 | +3,83     | 1985 | +4,01     |
| 1977 | +10,44    | 1986 | +5,38     |
| 1978 | +7,70     | 1987 | +6,46     |
| 1979 | +8,42     | 1988 | +7,34     |
| 1980 | +7,99     | 1989 | +9,92     |
| 1981 | +6,52     | 1990 | +3,33     |